# Andrócides (pitagórico)
Andrócides foi um pitagórico cujo trabalho, Sobre Símbolos Pitagóricos, sobreviveu apenas em fragmentos espalhados. Seu período de vida é incerto; ele viveu antes do século I a.C.,´ possivelmente no quarto. A frequência com que Andrócides é mencionado em outras obras indica que ele foi uma fonte importante para a tradição pitagórica posterior, e ele também tem interesse em estudar o desenvolvimento histórico do símbolo literário e filosófico.